# Trofeo Villa de Madrid 1975
La tercera edición del Trofeo Villa de Madrid convocó durante los días 20, 21 y 22 de agosto de 1975 y junto al anfitrión, el Atlético de Madrid, al Torpedo de Moscú (Unión Soviética), el Vasas SC de Budapest (Hungría) y el Vitoria de Setúbal de Portugal. Todos los partidos se disputaron en el Estadio Vicente Calderón. El Atlético de Madrid se proclamó por segunda vez campeón de su torneo.

## Resultados

### Semifinales
Los días 20 y 21 de agosto tuvieron lugar las semifinales del Torneo:
| 20 de agosto de 1975 | Atlético de Madrid | 1:1 (1:0) | Vitoria de Setúbal | Vicente Calderón, Madrid                                         |                                                                  |
|                      | Aguilar 20'        |           | Lito 67'           | Asistencia: 35.000 espectadores Árbitro(s): Jaume Oliva (España) | Asistencia: 35.000 espectadores Árbitro(s): Jaume Oliva (España) |

| Lanzamientos de penalty |                  |     |                  |                |
| Heredia                 | Acierto de penal | 1:1 | Acierto de penal | Matiné         |
| Ayala                   | Acierto de penal | 2:1 | Fallo de penal   | Carlos Cardoso |
| Becerra                 | Fallo de penal   | 2:2 | Acierto de penal | Graça          |
| Sena                    | Fallo de penal   | 2:2 | Fallo de penal   | Edson          |
| Aguilar                 | Acierto de penal | 3:2 | Fallo de penal   | J.Cardoso      |
|                         |                  |     |                  |                |

| 21 de agosto de 1975 | Torpedo de Moscú | 1:0 (1:0) | Vasas SC | Vicente Calderón, Madrid                                                      |                                                                               |
|                      | Grizhin 43'      |           |          | Asistencia: 20.000 espectadores Árbitro(s): Francisco Marques Lobo (Portugal) | Asistencia: 20.000 espectadores Árbitro(s): Francisco Marques Lobo (Portugal) |

### 3.er. y 4º puesto
| 22 de agosto de 1975 | Vasas SC                    | 3:1 (1:1) | Vitoria de Setúbal | Vicente Calderón, Madrid         |                                  |
|                      | Izso 2' Varadi 50' Izso 85' |           | Alfredo 36'        | Árbitro(s): Jaume Oliva (España) | Árbitro(s): Jaume Oliva (España) |

### Final
Tuvo lugar el 22 de agosto:
| 22 de agosto de 1975 | Atlético de Madrid    | 2:1 (0:0) | Torpedo de Moscú | Vicente Calderón, Madrid                                                      |                                                                               |
|                      | Irureta 73' Ayala 88' |           | Petrenko 62'     | Asistencia: 65.000 espectadores Árbitro(s): Francisco Marques Lobo (Portugal) | Asistencia: 65.000 espectadores Árbitro(s): Francisco Marques Lobo (Portugal) |

| España                                |
| Campeón Atlético de Madrid 2.o título |